# Rubinho (músico)
Rubens Cubeiro Rodrigues, mais conhecido como Rubinho (6 de julho de 1935 — São Paulo, 12 de fevereiro de 1999), foi um guitarrista brasileiro de jazz.

## Carreira
Guitarrista de jazz, na década de 1980 Rubinho participou de vários programas de música sertaneja no SBT, muitas vezes fazendo apenas figuração, já que a maioria dos programas fazia uso de playbacks.
Rubinho ganhou notoriedade ao integrar a primeira formação do Quinteto Onze e Meia, criado para acompanhar o programa Jô Soares Onze e Meia em 1988, no SBT. Ele fazia o tipo sisudo, que nunca ria das piadas, mas nos bastidores era considerado pelos colegas como falador e brincalhão.
Em agosto de 1998, Rubinho sofreu um acidente vascular cerebral, sendo internado na UTI do Hospital Bandeirantes, em São Paulo. Ele se recuperou bem e sem sequelas graves, até que em dezembro sofreu um outro derrame, e não recobrou mais a consciência, falecendo por infecção generalizada no dia 12 de fevereiro de 1999.

## Equipamento
Rubinho tocava com uma cópia da Gibson SG fabricada pela Giannini, com acabamento natural em madeira. No início de 1998, Herbert Vianna, que era patrocinado pela Gibson, foi entrevistado no Jô Soares Onze e Meia e, durante o programa, presenteou Rubinho com uma Epiphone G400 preta (também cópia da Gibson SG), erroneamente identificada como uma Gibson original por Herbert e por Jô Soares.

## Discografia

### Com oQuinteto Onze e Meia
- 2000 - Quinteto Onze e Meia